# Luz Noceda
Luz Noceda é a protagonista da série fictícia animada de televisão da Disney Channel The Owl House (br: A Casa Coruja). Luz é uma adolescente estadunidense e filha de pais imigrantes latino-americanos que vai parar em um mundo mágico conhecido como Ilhas Escaldadas, lar de bruxas, demônios e outros tipos de criaturas fantásticas. Fascinada por sua descoberta, ela decide ficar temporariamente no local e se tornar uma bruxa.

## História
Depois de ter causado problemas em sua escola, Luz é mandada por sua mãe Camila para um retiro de férias especializado em ajudar crianças com "imaginações demasiadamente férteis". Porém, na estrada para pegar o ônibus, Luz é distraída por uma coruja que rouba um livro que ela acabara de jogar no lixo. Curiosa, ela segue o animal até uma velha casa, onde encontra uma porta materializando um portal, onde, ao entrar, faz com que ela se teletransporte até uma outra realidade.
Ela logo se encontra com uma Eda Clawthorne, também conhecida como Mulher-Coruja, uma experiente bruxa que enfrenta constantemente problemas com a lei. Presa numa enrascada, ela consegue escapar com a garota, a levando para seu lar, A Casa Coruja: uma residência viva controlada por um demônio chamado Corujito (Hooty, no original). Lá, ela também conhece King, uma pequena criatura que se assemelha a um bichinho de estimação. Eda faz um acordo com Luz que, caso a menina a ajude a recuperar a "coroa" perdida de King, ela a levaria de volta para o mundo humano.
Os três então invadem um castelo repleto de prisioneiros das Ilhas Escaldadas; várias pessoas que, aparentemente, não se encaixavam com o conceito de "normalidade" daquela sociedade. Eventualmente, Luz consegue recuperar o item, percebendo que é apenas uma decoração humana comum, e logo percebe que se identifica mais com as pessoas daquela realidade do que com as de seu mundo. Por se sentir incluída e representada naquele lugar, ela decide por ficar e passar suas férias nas Ilhas Ferventes, treinando pra se tornar uma poderosa bruxa como a protagonista de seu livro fictício favorito, Azura.

## Poderes e habilidades
- Conjuração de magia por glifos: Por ter nascido humana, Luz não tem a mesma biologia das bruxas das Ilhas Ferventes, sendo impossibilitada de conjurar magia naturalmente. Porém, ao decorrer da série, ela consegue aprender a como fazer feitiços com desenhos de glifos mágicos, ao observar a natureza da magia.[3]
- Resistência mágica: Luz usa uma capa mágica feita por Eda que pode repelir magia a um certo nível.[4]

## Representação LGBT
Desde os primeiros episódios da série, Luz demonstrava sentir atração por mais de um gênero, como no terceiro episódio da primeira temporada, onde ela se apaixona por um garoto e, mais tarde, desenvolve uma relação romântica com sua amiga Amity. Dana Terrace, criadora e produtora da animação, diz que sempre foi "muito aberta em intenção de colocar crianças queer no elenco principal", afirmando que "chefões" da Disney haviam "proibido qualquer forma de relacionamento gay ou bi no canal". Terrace, porém, acabou sendo apoiada por novos líderes da empresa em mostrar mais personagens LGBT na série. Eventualmente, Luz acabou sendo confirmada como a primeira protagonista bissexual da Disney. Durante uma seção de perguntas e respostas com fãs da série no site Reddit, Dana Terrace confirmou a sexualidade da personagem ao dizer "Amity foi planejada como lésbica e Luz como bissexual." A bissexualidade de Luz foi bastante aclamado pela comunidade LGBT, principalmente por organizações como a GLAAD, que saiu em apoio da representatividade na série.